# Hannah Wolfe
Hannah Wolfe er en dansk film fra 2004, filmen er instrueret af Jan Jung.

## Medvirkende
- Sofie Stougaard som Hannah Wolfe
- Solbjørg Højfeldt som Elisabeth Dahlerup
- Henning Jensen som Edvard Voldsted
- Dick Kaysø som Frank Carlsen
- Henrik Lykkegaard som Søren Flindt
- Stig Hoffmeyer som Michael Dahlerup
- Line Staun Jensen som Amalie Wolfe
- Mette K. Madsen som Stine / Sonja
- Susan Annabella Jensen som Martha
- Åsa Persson som Belinda
- Farshad Kholghi som Aziakis
- Anne Voight Christiansen som Katja Frost
- Paolo Nani som Pizzamand
- Henning Sprogøe som Mand i sportsvogn
- Bent Warburg som Taxichauffør
- Lone Bastholm som Sekretær
- Peter Rygaard som Retsmediciner
- Frank Rubæk som Richard
- Tone Løhr som Lena
- Susanne Storm som Pige i receptionen

## Eksterne Henvisninger
- Hannah Wolfe på Internet Movie Database (engelsk)
- Hannah Wolfe på Filmdatabasen
- Hannah Wolfe på The Movie Database (engelsk)